# Joris d'Hanswyck
Joseph Auguste Van Hanswyck dit Joris d'Hanswyck, né le 2 janvier 1878 à Gand, et mort le 2 mai 1942, est un journaliste et écrivain belge

## Biographie
Auteur et coauteur de théâtre, anticonformiste,, il  connait parfaitement le français et est passé à la postérité avec la comédie Bossemans et Coppenolle (1938), dont il partage la paternité avec le dramaturge belge Paul Van Stalle. Ils collaborent, par ailleurs, à quatre autres vaudevilles : « Rien qu'une Nuit » en 1935, « L'Homme qui fut tué deux fois » en 1937, « Le pensionnat Deschaussettes » en 1939 et « Cavalcade d’humour » en 1940. 
Renommé pour les pièces collaboratives qu'il cosigna, Joris d'Hanswyck s'est également fait connaître en tant qu'auteur individuel au travers de la famille Peperbol ; Albert, le père, Élodie, son épouse, et leur fille Caroline dont les histoires se suivent au fil des années et des succès : Monsieur Peperbol (1934), Peperbol en ribote (1935) et Madame Peperbol a tort (1936). Le sujet principal de ces pièces aborde la question linguistique en Belgique. 
Il reprend les personnages dans un film en noir et blanc dirigé par le réalisateur Émile-Georges De Meyst et intitulé Les Peperbol à l’exposition. Le film a pour cadre l’Exposition universelle à Bruxelles. Dans ce film l'actrice Berthe Charmal joue le rôle de Madame Peperbol.
Il publie sa seule pièce de théâtre en néerlandais intitulée Sint Niklaas aan t’ front, (Saint Nicolas au front) écrite en collaboration avec Pierre de Wattyne et représentée au Théâtre Antoine, le 24 avril 1915,,.
Joris d’Hanswyck meurt pendant la seconde guerre mondiale en 1942 à l'âge de 64 ans.